# Saison 3 de Ninjago
 (mai 2018).
Si vous disposez d'ouvrages ou d'articles de référence ou si vous connaissez des sites web de qualité traitant du thème abordé ici, merci de compléter l'article en donnant les références utiles à sa vérifiabilité et en les liant à la section « Notes et références ».
Chronologie
Saison 2 Saison 4
Cet article présente le guide des épisodes de la troisième saison de la série télévisée d'animation américaine Ninjago. Elle se nomme Réinitialisé, Rebooted en anglais. Elle est diffusée du 29 janvier 2014 au 26 novembre 2014 sur Cartoon Network aux États-Unis, en France elle a été diffusée du 2 mai 2014 au 18 décembre 2014 sur France 3. Les horaires de diffusion sont les mêmes qu'aux précédentes saisons.

## Épisodes

### Épisode 1:L'Ennemi invisible
- États-Unis : 29 janvier 2014 sur Cartoon Network
- France : 2 mai 2014 sur France 3

Après la bataille avec Overlord, les ninjas (sauf Lloyd qui partie voyager à la recherche de récompenses depuis qu’il s’est proclamé ninjas d’or) sont maintenant enseignants à l'Académie de Wu pour former une nouvelle génération de ninjas. Malheureusement, les ninjas et Nya ont du mal à se faire respecter par leurs élèves et que le seul moment où ils peuvent souffler, c’est pendant la récréation. Lord d’une pause, Nya leur annonce que leurs classes va partir en excursion à la tour des Borg Industries (l’endroit où Overlord a été vaincu). À ce cours, tous les étudiants et enseignants de l'académie prennent un bus pour la nouvelle Ninjago City, qui a été reconstruite et améliorée à la suite de la bataille contre Overlord grâce aux efforts de Borg Industries, dirigé par l'inventeur Cyrus Borg.
Distrait par l'incroyable nouvelle technologie, Nya écrase accidentellement le bus directement dans le camion de surnage du facteur[Quoi ?]. Cole sort du bus pour le sortir de l'accident, mais un Mech Security de Borg arrive et lui demande de se mettre de côté car il traite le problème. Wu proposes à ses élèves de continuer la route à pied. En entrant dans la tour, les visiteurs sont accueillis par P.I.X.A.L., une femme androïde créée pour agir en tant qu'assistante de Borg. P.I.X.A.L. est particulièrement fasciné par Zane et scanne son fonctionnement intérieur avec la permission du Nindroid. Elle informe ensuite les ninja que Cyrus Borg les attend au étage de son bureau, puis elle gère la visite de la tour aux les étudiants, Wu et Nya en leur montrant leur technologie comme une machine qui détermine l’âme sœur du testeur, Nya le test et découvre que son homme idéal c’est Cole.
Alors que le ninja arrivait dans le bureau de Cyrus Borg, les ninjas étaient tous très heureux de le rencontrer. Cyrus, après les avoir laissés regarder autour de lui, leur montre un cadeau qu'il voulait leur offrir : une statue de lui-même. Cela ressemblait à une statue ordinaire, mais Cyrus discute discrètement à Kai pour lui dire qu'ils doivent les protéger au péril de leur vie en de les inviter à prendre la sortie. En entrant dans l'ascenseur avec la statue, ils laissent tomber accidentellement la statue, mais ils découvrent qu'elle est creuse et remplie de nouvelles tenues ainsi que des armes étranges. Soudain, une voix de sécurité robotique dans l'ascenseur dit qu'ils devraient laisser tomber les " Techno lames". Le ninja rejette [Quoi ?] et l'ascenseur tombe vers le sol à grande vitesse. Le ninja s'échappe de justesse dans l’ascenseur. Au même moment dans la zone de l'usine, P.I.X.A.L. se retrouve piraté et ordonne aux machines d’attaquer ses visiteurs.
Lorsque les ninjas s'échappent de l'ascenseur en enfilant leur nouvelle tenue, ils sont attaqués par des droïdes de sécurité. Ils essaient de les combattre avec les Techno Lame, mais ne savent pas comment les activer et se rendent compte que ce n'est pas comme ça qu'ils fonctionnent.
Pendant ce temps, dans le bureau de Borg, l'inventeur tente de s'expliquer a l’Overlord numérique. Ses efforts s'avèrent cependant infructueux alors qu'Overlord le maîtrise avec ses drone. En même temps, sur la plate-forme, quatre guerriers ninja sont attaqués par un hélicoptère ennemi, mais avant qu'il ne parvienne à tirer dessus, Zane saute dessus et le réinitialiser avec sa lame Techno, découvrant comment fonctionne ces armes. Dans la zone de l'usine, les machines envahissent les étudiants et P.I.X.A.L. commence à les poursuivre, mais ils trouvent la sortie vers l'extérieur. Là, ils sont pris en charge par le nouveau véhicule de Zane : le NinjaCopter.
Quand ils descendent de la tour, Sensei Wu prend les Techno Lame avant de donner des instructions aux ninjas. Cole parvient à vaincre le Mech de la sécurité et le réinitialise avec sa Techno Lame pour le transformer Mech de la Terre. Jay fait la même chose pour un char (Thunder Raider) puis Kai s’attaque à un avion pour le réinitialiser et reçoit à l’intérieur un message préenregistré de Borg disant qu'il a découvert un virus dans son système : Overlord numérique ; il dit aussi qu'ils doivent faire sortir les Techno Lames de la ville parce que, s'il découvre qu'ils les ont, il ne les laissera jamais partir. Après cela, Kai atterrit pour ramasser Wu, mais ils sont entourés de Mechs de sécurité.
Au dernier moment, Lloyd arrive et battant les robots. En même temps, Overlord apparaît sur les écrans autour d'eux. Lloyd lui dit qu'il le va vaincre à nouveau mais Overlord lui répond qu'il veut juste son pouvoir ensuite les machines se réactive, plus puissant qu’avant, négligeant Lloyd à ne pas utiliser ses pouvoirs.
Alors que le ninja rentre dans leurs véhicules et entame une course pour quitter la ville, Overlord remarque que Wu à les Techno Lames, alors il envoie des hélicoptères qui le capturent sur le toit d'un bâtiment. Cependant, Wu n'a pas les lames. En rembobinant les images, Overlord voit que Wu a rapidement laissé tomber Techno Lame dans le jet de Kai en dessous de lui. Le ninja est sorti de la ville en toute sécurité avec les lames, tandis que Wu est capturé par les forces Overlord.

### Épisode 2:L'Art de combattre sans combattre
- États-Unis : 29 janvier 2014 sur Cartoon Network
- France : 2 mai 2014 sur France 3

Les rues et les parcs de la Nouvelle Ninjago City sont presque déserts, ses citoyens fuyant en masse après la bataille précédente. Les Nindroïdes patrouillent la ville en scannant les citoyens. Pendant ce temps, dans la tour Borg, P.I.X.A.L. extrait du pouvoir d’or que Lloyd a utilisé sur un Mech de sécurité, mais il ne suffit pas à créer un corps pour Overlord. Furieux par son état actuel, Overlord, tourne son attention vers le Maître Wu capturé, sondant sa mémoire pour savoir où se cachent les ninjas.
En forêt, Nya donne à Lloyd une tenue verte pour camoufler son pouvoir puis il retrouve Misako qui les emmène au monastère du sensei qui a maintenant fait le serment de ne plus se battre pour se racheter de ses erreurs. Les armes étant interdites, les ninjas confie leurs Techno Blades à Zane. À la tombée de la nuit, Garmadon arrive et enseigne au ninja et à ses élèves l'art de "combattre sans combattre". Son fils Lloyd se porte volontaire pour le combattre, pour être vaincu et ridiculiser lors d'une séance d'entraînement. La leçon se poursuit lorsque tout le monde pratique l'art martial en binômes.
Pendant ce temps, à l'extérieur du monastère, Zane découvre que les techno lames ont disparu. Il fouille la région et trouve bientôt P.I.X.A.L., qui avait volé les lames. Zane parvient à l'attraper et à l'attacher, puis retourne au monastère alors que le ninja sort pour voir ce qui se passe. Zane utilise ensuite sa Techno Lame pour réinitialiser P.I.X.A.L., la libérant du contrôle d’Overlord, P.I.X.A.L. leurs révèle sont des anti-viruses contre l’Overlord numérique puis elle leurs révèle qu'elle venue accompagner de Nindroïdes puis ces robots débarquent attaques les ninja. Durant la bataille, un Nindroïdes à blesser Zane. Les ninja a réussi à piéger les Nindroïdes en activant le système de pilotage automatique de leurs véhicules pour simuler leurs évasion. Après cela, le ninja décide de se séparer. Jay, Zane, Cole, Kai et Nya restent ensemble tandis que Nya envoie Lloyd et Garmadon dans sa cachette secrète de Samurai X où ils sont stockés des véhicules. Elle a également l'idée de couper l'électricité dans la ville pour empêcher le virus de Overlord de contrôler toutes les machines de Ninjago. 
Après qu'Overlord ait vu l’échec des Nindroïdes, il a activé le dragon Nindroïde pour traquer Lloyd. Le lendemain, le ninja utilise un camion de cirque pour se rendre à la centrale électrique. Pendant le voyage, Nya parle aux garçons du redémarrage du système et comprennent que P.I.X.A.L cessera également de fonctionner comme les Nindroïdes, Cole demande au autres de ne rien dire à Zane tant qu’il ne le sait pas. Pendant ce temps, P.I.X.A.L. répare Zane qui est endommagé après la bataille. Soudain, elle remarque une technologie qui ne lui est pas familière. Quand elle essaie d'examiner le cœur, ça fait mal à Zane. L'androïde féminine s'excuse et Zane accepte et commence à développer des sentiments pour P.I.X.A.L. mais celle-ci lui déclare qu’elle est différente de lui pour ressentir des émotions.
Lloyd et son père suit le faucon de Zane dans le désert et tombe sur le squelette d’undragon. Lorsque Lloyd appuie sur le bouton avec le signe Samurai X, la porte s'ouvre. Alors que lui et son père entrent à l'intérieur, ils choisissent un véhicule tout-terrain appelé Proto Sam-X avec Garmadon au commande alors que Lloyd prend place dans une tourelle de tire et s'en vont pour accélérer leur voyage.
À la tombée de la nuit, Nya parle avec Cole, ils se tiennent la main pendant quelques secondes et se font interrompre par Kai et Jay. Quelques secondes plus tard, ils arrivent à la gare, mais elle est gardés par une escadron de Nindroïdes dirigée par Général Cryptor. P.I.X.A.L. décide de rester en arrière car elle n'est pas conçue pour se battre. Plus tard, Kai, Cole, Zane, Jay et Nya parviennent à entrer à l'intérieur, mais ne trouvent pas de moyen de briser la charge d'alimentation en protégeant la source d'alimentation. Lorsque Zane remarque que P.I.X.A.L. a commencé à combattre les Nindroïde pour aider l’aider, il décide de sortir pour l'aider. L'autre ninja essaie de l'arrêter, mais ils échouent. Alors que Cole ouvre la porte et que Zane sort de la centrale électrique, Min-droïde saute à l'intérieur et commence à combattre les ninja.
En dehors de la centrale électrique, Cryptor capture P.I.X.A.L. qui est monté à la station pour aider le ninja. Zane décide de l'aider, mais échoue alors que Cryptor jette sa Techno lame d'un étage plus bas. À l'intérieur de la station, Cole combat Min-droïde qui tire le laser à la charge, ce qui endommage la coque en verre de protection de la source d'alimentation. Puis Kai se souvient de la leçon de Garmadon de se battre sans se battre, alors ils décident d'attirer les Nindroïdes à l'intérieur pour qu’ils détruisent l’alimentation.
Lorsque Nya ouvre la porte, les Nindroïde commencent à tirer des lasers et à briser le verre. Min-droïde essaie plus tard de lui donner un coup de pied, mais frappe le verre qui tombe en charge, qui explose ensuite et toute la puissance disparaît, y compris P.I.X.A.L., qui est désactivé.

### Épisode 3:Blackout
- États-Unis : 16 avril 2014 sur Cartoon Network
- France : 13 septembre 2014 sur France 3

Loin de la Nouvelle Ninjago City, Garmadon aide Lloyd à se concentrer en lui faisant équilibrer des roches empilées pendant qu'il explique l'importance de ces leçons. Alors qu'il place un rocher au sommet de la pile, le Ninja vert perd le contrôle et la tour de roche tombe. Plus tard, Garmadon abandonne et dit à Lloyd qu'ils doivent continué à aller de l'avant, sans l'utilisation du Dragon d'or.
Pendant ce temps, à la tour Borg, une équipe de travailleurs trouve Cyrus Borg sur la chaîne de montage, inconscient. L'ingénieur en chef enlève la coiffe, réveillant l'inventeur. Il se dépêche dans son bureau, seulement pour trouver le disque dur contenant l’Overlord numérique disparu, ainsi que le Sensei Wu récemment capturé. En même temps, à l'intérieur des niveaux inférieurs de la tour, un mystérieux étranger réactive  Overlord à l'aide d'Électro-Cobras. Il en utilise ensuite un pour alimenter le Wu capturer, lui ordonnant de traquer les ninja.
Dans la casse en ferraille d'Ed & Edna, les ninjas sont à la recherche de pièces qui permettraient à l'hélicoptère de Zane de fonctionner à l'énergie solaire. Pendant qu'Ed, Jay, Cole et Kai fouillent dans les piles de déchets, Nya transfère la moitié de la source d'énergie de Zane à P.I.X.A.L., tandis qu'Edna regarde. L'opération est un succès et l'androïde est réactivé. Cependant, ses retrouvailles avec Zane fut très courtes lorsque P.I.X.A.L. affirme que Nya et Cole sont un meilleur couple que Nya et Jay. Jay entend cela alors qu'il entre et attaque Cole.
Pendant ce temps, dans les montagnes, après être venu sur un pont brisé, Garmadon dit à son fils de se concentrer et de déplacer l'un d'eux devant lui. Lloyd essaie de mettre des pièces en place, mais il échoue et le pont s'effondre. Le Ninja d'or pense que c'est absurde et convoque le Dragon d'or pour créer le Chemin d'or pour eux, à la grande consternation de son père.
De retour à la décharge, à l'insu des ninjas, Techno Wu arrive pour alimenter le général Cryptor, ainsi que quelques guerriers Nindroïde, en utilisant des électro-cobras. Après avoir activé quelques Nindroïde, Min-droïde se faufile et a accès à la grue d'Ed & Edna. Les ninjas essaient de stopper cet bagarre entre Jay et Cole, mais ils échouent. Le minuscule droïde utilise la grue et lance le camion sur un tas d'ordures. Kai se rend compte et informe rapidement ses amis ; le ninja effectue Spinjitzu et sort du véhicule tombé, tandis qu'Ed et Edna s'échappent à l'aide de jet-packs à bulles. Mais, Zane tombe avec P.I.X.A.L. sur le terrain difficile. Le Nindroid remarque que puisqu'il a donné la moitié de son cœur, ses compétences en réduit de moitié. Ensuite, Cryptor l'attaque et P.I.X.A.L.. Jay et Cole voient que leur ami est dans un problème difficile, et décident d'aider mais ils se trouve piéger dans un compacteur. Kai, d'autre part, se bat contre Evil Wu et demande à Nya d'éteindre le compacteur mais Nya se retrouve à un dilemme difficile: choisir entre couper le fils noir où bleu pour sauver Jay et Cole qui sont sur le point de se faire écrasés.
Nya essaie de libérer ses intérêts amoureux tandis que Zane utilise son Techno Lame comme bouclier. Soudain, il est bientôt capturé par les Nindroïdes. P.I.X.A.L. observe que son amant est écrasé lorsque Cryptor active le reste de son armée. Kai et Wu se battent toujours l'un contre l'autre. Finalement, Wu parvient à éloigner Kai. Les ennemis laissent tomber Zane sur une machine à déchiqueter. Shocked P.I.X.A.L. saute dans les airs et sauve Zane puis elle exécute le Spinjitzu avec Zane pour battre les Nindroïdes.
Nya finit par abandonner et décide de couper les deux fils en même temps, et libère Jay et Cole. Maintenant, les trois sont en mesure d'aider Kai. Cependant, Wu piège le ninja dans un coin, mais Zane et P.I.X.A.L. viennent avec un véhicule agrandi et ramassent Wu puisqu'il est maintenant en partie en métal. Les ninjas sont excités, mais se terminent rapidement lorsque l'Étranger libère Wu et s'envole avec lui dans son hélicoptère. Cependant, l'Étranger un indice sur son identité: une écaille blanche de serpents. Nya décide d’envoyer un message à Lloyd et à son père Garmadon pour leurs avertir.
Pendant ce temps, Lloyd et Garamdon grimpent toujours à travers les montagnes, Garmadon a interdit à son fils d'utiliser son Dragon. Ils trouvent un bébé vautour, mais il tombe. Ne perdant pas de temps, Lloyd attrape l'oiseau, et Garmadon dit à Lloyd de le remettre car Le père du vautour débarque et attaque Garmadon avec colère, Lloyd ayant dû utiliser son pouvoir d’or pour arrêter l'oiseau, mais a fait tomber Garmadon. Lloyd créer une main à partir de rochers pour rattraper son père. Garmadon était fier de son fils, et ensemble, ils regardent le vautour et son père voler ensemble. À ce moment-là, le Faucon arrive et donne à Lloyd et Garmadon un message de Nya et des ninja. Plus tard, Garmadon et Lloyd se dirent vers le labyrinthe d'Hiroshi.

### Épisode 4:La Malédiction du maître d'Or
- États-Unis : 16 avril 2014 sur Cartoon Network
- France : 20 septembre 2014 sur France 3

Le ninja et Nya retournent à la Nouvelle Ninjago City, où ils trouvent une foule de civils en colère et Cyrus Borg, qui n'est plus influencé par Overlord. L’ingénieur est ravi de voir P.I.X.A.L alimenter malgré le black-out et averti les ninjas que le disque contenant le virus d’Overlord a été volé.
Les ninjas se rendent dans les souterrains de la ville à la recherche des Serpents, croyant qu'ils ont volé le disque dur contenant l'Overlord d’après l’indice qu’ils ont récupéré, tandis que P.I.X.A.L. reste derrière pour aider Cyrus.
Pendant ce temps, l'Étranger discute de ses plans avec l’Overlord numérique pour obtenir une source d'énergie pour les Nindroïde à partir d'Électro-Cobra et compte se rendre à l’aquarium de la ville pour voler les spécimens. Du côté de Lloyd et de Sensei Garmadon, ils se font un chemin à travers le Labyrinthe d'Hiroshi pour rester cachés où Garmadon explique à Lloyd que son pouvoir est si puissant qu’il peut être convoité par tous y compris de ses amis. Pour rassurer Lloyd qui est inquiet, Garmadon propose de trouver le joyeux du labyrinthe.
Le ninja et le Nya arrivent devant l’entrée de la tombe des guerriers de pierre, là où les serpents ont été enfermés et qui est bizarrement ouverte. Ils croisèrent Skales et les ninjas décide de le foulait en pensent qu’il est le coupable mais il ne découvre que des articles de course puis la femme de Skales et son fils, Skales junior, débarque pour le rejoindre. Skales révèle aux ninjas que depuis qu'ils ont été enfermés, les serpents ont décidé d’oublier leurs vendetta pour fonder une vie paisible en créant leurs ville dans la tombe, il leur annonce que les serpents ont fait le serment de ne plus être mêlé aux affaires de la surface où avec les humains après les événements d’Overlord. Lorsque Skales junior mentionne la menaces du maître d’or, les Ninjago exigent des explications, la femme de Skales convainc son mari de laisser les ninjas entrer dans leurs villages pour leurs raconter cette histoire.
Skales leur fait visiter leurs villages aux ninjas en leurs expliquant qu’ils se sont mis à instruire les jeunes serpents puis il les conduit vers Acidicus. Acidicus raconte aux ninjas l’histoire de la "malédiction du maître d'or", lorsque le premier maître Spinjitzu créa Ninjago, il créa les serpents et qu’il reçut la vision d’un être dont le pouvoir sera égal à celui du premier maître Spinjitzu et qu’il ne reculera devant rien pour s’emparer de Ninjago en soumettant les humains les serpents à son contrôle. Les ancêtres des serpents ont tenté d'avertir les gens de cela, mais ont été traités comme des ennemis, vers lequel ils se sont enfuis sous terre. Pendant ce temps, Cyrus Borg rencontre P.I.X.A.L. dans son bureau, avec P.I.X.A.L. racontant à Cyrus son lien avec Zane. Cyrus lui dit qu'elle n'appartient à personne, pas même à lui et qu'elle est totalement indépendante puis tout ils repèrent la présence de Nindroïde sous terre.
Dareth agit également en tant qu'enseignant suppléant pour les élèves de Sensei Wu, alors qu'ils se rendent à une excursion dans l'aquarium de la ville, ignorant que l’individu mister les a suivi. Pendant la visite, le groupe de Dareth font la rencontre de l'Étranger qui fissure la vitre, libérant ainsi les électro-cobras et les requins à l’intérieur tout en inondant la salle. Dareth intervient en faisant face à un requin en lui faisant des imitations d’animaux, ce qui fait fuir le requin alors que Dareth est considéré comme héros par ses élèves, n’ignorant que l’Étranger réussit à s’échapper en s’emparant des l'Électro-Cobras.
Sous terre, le ninja contemple la situation en se posant des questions sur l’identité du serpent qu’il cherche jusqu'à ce qu'une armée de Nindroïde fasse une descente dans la tombe. Les Serpents se dispersent avec les ninja qui les défend et bat les Nindroïde en découvrant que les électro-cobras accrochés à leurs dos sont leur source d'énergie. Après avoir débranché leurs ennemis, le dernier Nindroïde qui est contrôlé par Overlord leur révèle qu’il a trouvé le ninja d’or et que l’attaque n’était qu’une diversion avant qu’ils ne le déconnecte. Skales craint que la prophétie du Maître d'or soit proche. Nya demande l’aide des serpents pour arrêter Overlord mais les serpents préférent respecter leur serment en restant à l'écart du conflit. Avant de partir, Skales révèle aux ninjas l’identité du serpent qu’il cherche car il est connu pour être le seul serpent à utiliser des électro-cobras.
Alors que Lloyd et Sensei Garmadon poursuivent leur voyage pour trouver le joyeux du labyrinthe, ils sont attaqués par le Sensei Wu maléfique et une troupe de Nindroïdes. Garmadon affronte Wu sans recourir à des attaques, tandis que Lloyd utilise son pouvoir d’or pour créer une moto pour s'échapper aux Nindroïde. Il est poursuivi par les Nindroïdes utilisant des équipements de vol, après une course poursuite dans la jungle jusqu’à la falaise où il réussit à les échapper. Là, le Dragon Nindroïde se lève devant lui, possédé par Overlord. Wu tient Garmadon en otage sur son dos. Garmadon dissuade son fils de partir mais Overlord avertit Lloyd qu’il tuera son père s'il s’enfuit. Lloyd se prépare à combattre le dragon avec son pouvoir, mais l'Étranger libère un serpent robotique qui s’enroule sur Lloyd, l’empêchant ainsi d’utiliser ses pouvoirs.

### Épisode 5:À l'intérieur du Digivers
- États-Unis : 13 juillet 2014 sur Cartoon Network
- France : 27 septembre 2014 sur France 3

À la tour Borg, Cyrus Borg et P.I.X.A.L. travaillent d’arrache-pied pour créer un moyen pour que les ninja puisse utiliser les Techno Lames pour redémarrer le système à distance. Cyrus Borg dit au ninja qu'ils sont capables de redémarrer le virus d’Overlord en entrant à l'intérieur du Digivers, un monde virtuelle où ils ils peuvent se blesser à l'intérieur.
Cependant, ils sont interrompus par les citoyens sauvages dirigés par le facteur sont furieux que Borg ait gardé toute la technologie pour lui-même. Pendant la bagarre avec les citoyens révoltés, Cyrus Borg leur apprend que Overlord à commencer à drainer le pouvoir d’or de Lloyd puis il apprend que des Nindroïdes dirigés par Cryptor et Pythor s’apprête à envahirent l’immeuble, Nya convainc les citoyens d’aller repousser l’ennemi.
Pendant ce temps, les ninjas sont envoyés au Digivers, où ils doivent utiliser leur imagination pour trouver des moyens d'atteindre la station de redémarrage. Ils se rendent compte que tous les codages circulent vers la station de redémarrage. Sachant qu'ils ne peuvent pas se blesser s'ils se concentrent suffisamment, ils sautent en bas de la tour. Cependant, en raison de l'inconfiance de Kai, ses amis ont dû l'encourager à sauter.
À la tour Borg, Nya, Cyrus et P.I.X.A.L. ont se font attaquer par les jambes arachnides robotique de Borg tandis qu’Overlord a trouvé les ninjas dans le Digivers. Il transforme la plate-forme sur laquelle ils se tiennent en sables mouvants. Le facteur a rapporté qu'ils sont dépassés par le nombre, ce qui signifie que les Nindroïdes ont pu entrer dans la Tour. P.I.X.A.L. a pu sauver le ninja en contournant temporairement le code corrompu, mentionnant également qu'ils doivent redémarrer le système avant qu’Overlord ne puisse faire plus de dégâts.
Overlord dit au ninja que le Digiverse est son monde avant de faire basculer toute la ville à l'envers. Les ninjas ont pu entrer dans la Tour, leur donnant une autre perspective de leur mission. De retour à la tour Borg, Techno Wu, les Nindroïdes et Pythor arrivent, accueillis par Nya et de son Mech Samurai X. Alors que Nya occupe les Nindroïdes, Techno Wu et Pythor sont entrés dans la salle informatique pour attaquer Cyrus Borg et P.I.X.A.L.
De retour à l'intérieur du Digiverse, les ninja utilisent leurs véhicules pour monter la Tour, mais Kai, toujours peu confiant, doit rouler avec Zane. Pendant ce temps, P.I.X.A.L. doit protéger le ninja en attaquant Techno Wu et Pythor. Cyrus Borg est ensuite kidnappé, laissant P.I.X.A.L. seul avec le duo. Les ninjas parviennent à trouver la station de redémarrage et à placer leurs techno lames, mais avant de pouvoir redémarrer le virus d’Overlord, ils ont rencontré l’Overlord Numérique. Il a bloqué le circuit, seulement pour que le ninja essaie de le déplacer.
P.I.X.A.L., qui se bat toujours contre Pythor et Techno Wu, a accidentellement poussé ce dernier vers un bouton pour couper l'alimentation. Alors que Wu est sur le point d'appuyer sur le bouton, Sensei Garmadon est arrivé et le jette hors du bâtiment. Pythor lui a rappelé son serment de paix, mais il a répondu en disant qu'après avoir pris son fils, il ferait n'importe quoi pour le récupérer. Pythor s'est retiré sur un hélicoptère, mais Garmadon a trouvé Wu sur un poste. Il saute hors de la tour pour combattre à nouveau son frère.
L’Overlord Numérique proclame aux ninjas qu'il est plus puissant qu'eux grâce au pouvoir d’or de Lloyd, mais Zane y répond, disant au ninja que s'ils ne peuvent pas le déplacer, ils devront terminer le chargement et contournant. Alors que Zane acquiert le pouvoir d’or, il encourage ses amis de faire la même chose que lui afin qu'il puisse refléter la lumière autour d'Overlord. Cependant, Kai n'est pas sûr de savoir s'il peut faire de même car il pense que le Digivers est le monde d'Overlord et non le sien. Après s'être rendu compte qu'il peut le faire, il termine le système, redémarrant le virus.
Pendant ce temps, Garmadon tombe du poste, mais est sauvé par Wu, qui était maintenant libre de sa corruption[Quoi ?]. Les Nindroïdes se sont retirés, alors Nya est allée se rassembler avec les autres pour célébrer leur victoire. Alors que les ninja reviennent du Digiverse, P.I.X.A.L. leur annonces que le virus d’Overlord a été [Quoi ?] mais Garmadon leur demande où se trouve Lloyd.

### Épisode 6:Nom de code: Arcturus
- États-Unis : 13 juillet 2014 sur Cartoon Network
- France : 4 décembre 2014 sur France 3

Au milieu de l’océan, Pythor conduit les Nindroïdes sous l’eau est découvre l’épave du Dragon Nindroïde, il ordonne aux Nindroïde d’attacher des ballons au corps pour le ramène à la surface puis Pythor découvre qu'Overlord à survécu et qui est sorti du Digivers.
Au Temple de la Lumière, Lloyd décide d’abandonner son pouvoir d'or en divisant en quatre ce pouvoir et en le donnant aux ninjas pour ne plus être la cible des Nindroïdes. En faisant cela, Lloyd retrouve ses pouvoirs basiques de ninja vert alors que les autres obtiennent des pouvoirs associés à leurs élémentaires sans l’aide d’armes spéciaux. Garmadon exprime ses inquiétudes à Wu quant au fait que Lloyd divise son pouvoir, mais Wu lui assure qu'il doit faire confiance à son fils. Wu rassure également qu'ils trouveront Cyrus Borg et arrêteront Pythor, en espérant qu'ils pourront se reposer une fois que cela sera terminé. Cependant, Garmadon répond en disant que puisqu'ils sont les protecteurs de Ninjago, le repos ne vient pas facilement.
Dans la nouvelle basse secrète des Nindroïdes, le général Cryptor demande à Pythor pourquoi les Nindroïdes n’ont pas encore vu Overlord après avoir affirmé qu’il est de retour puis il le soupçonne d’avoir inventé cette histoire pour se servir d’eux mais Pythor lui répond qu’Overlord se montrera quand il l’aura décidé puis il le menace de le désactiver s'il repose la question. Un fois seul dans une salle, Pythor se met à vomir un substance violette qui est Overlord, Pythor lui informe que les Nindroïdes ont des doutes, mais Overlord insiste pour qu’ils ne découvrent pas sa faiblesse qui a été causée par les ninjas, puis il ordonne d’oublier Lloyd pour se concentrer sur le "projet Arcturus".
Plus tard, à la tour Borg, Zane, P.I.X.A.L., Wu et Garmadon enquêtent sur les plans de Pythor et les Nindroïdes mais le seul indice qu'ils ont trouvé est le nom du projet Arcturus sans savoir la signification, puis ils repèrent un convoi de Nindroïdes mené par le général Cryptor. Ils essaient de contacter Jay et Cole pour aller les suivre, mais ils sont aux cinéma avec Nya où se battent une fois de plus pour obtenir le cœur de Nya. Alors il contacte Kai alors qu’il joue les jolis cœurs avec une fille mais sans le savoir, ils sabotent la séduction de Kai en mentionnant le nom de P.I.X.A.L. devant la fille.
le Ninja Rouge, qui est devenu trop confiant depuis sa victoire précédente, s’installe dans sa nouvelle voiture (Roadster X-1) dernier cri qui a été créée par P.I.X.A.L. pour rattraper les Nindroïdes. Une fois proche du convoi, Kai néglige les consignes de P.I.X.A.L. et active involontairement les missiles ce qui le fait repérer par l’ennemi. Devant la négligence de Kai, P.I.X.A.L. décide de prendre les commandes à distance.
Kai enchaîne des combats contre les Nindroïdes depuis le Roadster X-1 puis sur le toit d’un des camions avec l’aide de  P.I.X.A.L. qui a pris le contrôle de son véhicule à distance. Durant le combat dans les tunnels, le Roadster X-1 perce la citerne qui fuit du carburant et Kai utilise involontairement ses pouvoirs de feu dessus, provoquant une grosse explosion dans le tunnel. En sortant du Tunnel, Kai réussit à en échapper en se cachant de sous la remorque de Pythor et Cryptor en apprenant qu’Overlord est vivant et l’annonce à son équipe mais Pythor le repère et l’assomme.
Une fois sortis du Ciné, Cole, Jay et Nya reçoivent l’appel du reste du groupe et accourent vers la tour Borg. Une fois réunis, ils essayent de comprendre la signification du projet Arcturus mais après avoir passé en revue leurs aventures dans le passé, Zane rappelle aux autres leurs aventures quand ils ont voyagé dans le passé aux moments où ils ont détruit la méga-arme de Garmadon, Garmadon leur révèle qu’elle n’a pas été détruite mais propulsée dans l’espace. Ils comprennent qu’Overlord veut terminer sa transformation avec les armes d’or puis ils trouvent le repaire à Ouroboros car c’est de là que les serpents observent les étoiles.
Une fois arrivé à Ouroboros, le sol et les ninjas atterrissent dans le repaire des Nindroïdes. Il découvre une fusée avec Kai accroché dans les réacteurs, les ninjas comprennent que Overlord veut envoyer les Nindroïdes dans l’espace pour qu’ils récupèrent pour lui les armes d’or pour terminer sa transformation de maître d’or. Les ninjas interviennent en sauvant Kai alors que Pythor débute le compte à rebours du décollage, Lloyd tente de stopper le lancement mais Borg sous contrôle intervient et l’arrête à la dernière seconde.

### Épisode 7:Le Vide intersidéral
- États-Unis : 26 novembre 2014 sur Cartoon Network
- France : 11 décembre 2014 sur France 3

La fusée des Nindroïdes a quitté la planète de Ninjago et comme son voyage dans l’espace. Dans les propulseur du vaisseau, les ninjas font l’expérience de la gravité de l’espace au plus grand plaisir de Jay car il a la sensation d’incarner le personnage de sa BD de science fiction préféré: Fritz Donnegan. 
Pendant ce temps au poste de pilotage du vaisseau, le général Cryptor ordonne de lancer la séquence de détachement sur les fusées de lancement (ignorant que les ninjas s’y trouve). les ninjas apprennent qu’ils vont être détachés du vaisseau principal juste au moment avant d’entrer en contact avec Sensei Wu, Garmadon, Nya et P.I.X.A.L. qui sont actuellement à la tour Borg. Les ninjas leurs expriment leurs situation actuelle dans lequel II se trouve, Wu leurs montre le plan du vaisseau et leurs explique qu'il y a des combinaisons spatiales à l'intérieur de la fusée, ce qui leur permettra de sortir et de commander le navire. Malheureusement, aucun des ninjas ne peuvent sortir de la soute sans être asphyxier dans l’espace mais P.I.X.A.L. rappelle à Zane qu'il est un nindroïde et qui peut sortir sans problème vu qu'il n'a donc pas besoin d'oxygène. 
Zane sort du propulseur et s’accroche sur le vaisseau jusqu’à atteindre le poste de pilotage. Cependant, il glisse en se cachant du général Cryptor et flotte loin du vaisseau spatial, mais il utilise ses pouvoirs de glace pour se propulser afin de revenir. Zane réussit à s’introduire dans le compartiment du vaisseau et trouve les combinaisons d’astronaute. Ils les donnent aux autre ninja et réussissent à s’enfuir juste au moment où la fusée désengage ses moteurs inutiles. 
Les ninjas s’agrippent sur le cockpit du vaisseau. Malheureusement, ils se font repérer par les Nindroïdes à cause de leurs bavardages. Cryptor ordonne à ses sbires de sortir pour attaquer les ninjas à l’extérieur, les Nindroïdes tirent sur les ninjas avec leur canon laser. Les ninjas ripostent avec leurs pouvoirs élémentaires tandis que Jay utilisent un des canons de l’ennemi en jouant les Fritz Donnegan. Durant le combat, Cole utile le Spinjitzu mais il se retrouve à flotter très loin du vaisseau car ça fonctionne pas à cause de l’absence de gravité. Heureusement, Jay arrive pour rattraper Cole.
Une fois proche de la comète, là où se trouvent les armes d’ors, Cryptor ordonne de passer dans la queue de la comète. À l’intérieur de la queue de la comète, des énormes météorites de glace percutent à de nombreuses reprises le vaisseau, expulsant  au passage quelques Nindroïdes alors que les ninjas cherchent à se mettre à l’abri.
Dans la Nouvelle Ninjago City, une légion de Nindroïdes dirigée par Pythor prennent d’assaut la tour Borg. Lorsque Nya et les autres apprennent l’arrivée de leurs ennemis, ils s'échappent rapidement avec l'équipement nécessaire pour rester en contact avec les ninjas. Après avoir s’être emparé du bâtiment, les Nindroïdes ouvrirent la capsule contenant Overlord, libérant Overlord sous une forme d’humanoïdes incomplète. Garmadon propose de l’attaque sous cet état mais Wu suggère de s’enfuir puis ils se font attaquer par Borg qui est toujours sous emprise mais ils sont sauvés par un Hovercopter contrôlé par l'ordinateur central de P.I.X.A.L.
Dans l'espace, la fusée s'écrase à la surface de la comète où se trouvent les formes fondues et fusionnées des armes d'or. Après que les Nindroïdes sont partie, ninjas tente de s’emparer du vaisseau pour regagner leurs mondes en laissant leurs ennemis mais ils s’aperçoivent qu’ils faut la clé pour la faire décoller. Alors les ninjas décident de suivre les Nindroïdes avec le dernier véhicule spatial roulante.
Une fois arrivé aux arme d’or, un des Nindroïdes se désintégré en le touchant, le général Cryptor explique à ses sbires qu’Overlord est le seul à pouvoir le maîtriser. Le ninja caché les découvre aussi alors que Jay trouve avec enthousiasme un coléoptère extraterrestre. Malheureusement, Wu et Nya leurs averti que ces insectes se nourrissent de métal d’après un article qu’ils ont trouvé. Les insectes trahi la cachette des ninjas au yeux des Nindroïdes alors qu’ils embarquèrent les armes, le ninja les poursuit à travers la comète et décide d’utilisant les insectes contre leurs adversaires robotiques. Les ninjas réussissent finalement à prendre la clé d'allumage de Cryptor avant de rejoindre la fusée.

### Épisode 8:Le Ninja de titane
- États-Unis : 26 novembre 2014 sur Cartoon Network
- France : 18 décembre 2014 sur France 3

Le général Cryptor et ses Nindroïdes débarquent enfin à Borg Industries, où ils s’inclinent pour honorer leur souverain - le Maître d'or. Overlord marche entre les deux lignes de robots et ordonne de se débarrasser de Cyrus Borg ; puisqu'il a terminé sa mission, Overlord n'a plus besoin de lui. Comme le méchant se demande, si les armes d'or de Spinjitzu ont été fondues pour son arme, Cryptor libère Cyrus de l'OverBorg. Cyrus se demande si il peut faire quelque chose pour arrêter les méchants, mais le général Nindroid déclare que tout ce qu'il peut faire est de s'incliner devant Overlord.
De retour dans l'espace, les ninjas désespèrent après des tentatives infructueuses répétées d'échapper à la comète. Cependant, Lloyd refuse d'abandonner, suggérant qu'ils utilisent leurs pouvoirs élémentaires et tout ce qui les entoure pour reconstruire le vaisseau. Encouragé par les paroles de Lloyd, les ninjas réparent le Vaisseau et utilisent Zane comme source d'énergie. Bien que Zane soit surchauffé par la souche, ils parviennent à retourner sur la planète pour atterrir en toute sécurité dans l’atmosphère de Ninjago, Lloyd suggère une nouvelle technique : les boucliers élémentaires.
Overlord a commencé une attaque contre la nouvelle Ninjago City avec son Mech arachnides, mais les citoyens de Ninjago sont remplis d'espoir lorsqu'ils voient le ninja revenir. P.I.X.A.L. utilise une moto pour rattraper ses amis, utilisant son pouvoir pour les faire atterrir sur leurs véhicules. Alors que les ninjas se réunissent avec leurs alliés.
Cyrus envoye un message aux ninjas en disant qu'ils doivent le rejoindre aux le Temple de la Force d’âme qui est en ville, un endroit où Overlord avait établi son repaire lorsqu’il s’est battu contre le Premier Maître Spinjitzu durant la guerre des pierres. Il prétend qu'il y a un bouclier à l'endroit, donc les Nindroïdes ne leur feront pas de mal, et il y a quelque chose qu'il veut leur donner qui peut les aider à sauver le monde.
Le ninja se dirige vers le temple, mais s'arrête lorsqu'il voit le chemin de destruction du Maître d'or. Nya s'écrase ensuite parce qu'elle a été heurtée par une voiture qu'Overlord a lancée. Lloyd rappelle à ses amis que la seule façon de sauver Ninjago est d'atteindre le Temple, mais Overlord les voit et utilise une énorme tornade de Spinjitzu doré contre eux. Pendant ce temps, Nya bat quelque Nindroïdes et se retrouve confronté au général Cryptor, Nya affirme que Min-droïdes est meilleur que lui juste au moment où ce dernier passe. Naturellement, Cryptor le nie. Le Nindroïdes miniature entend la vantardise de supériorité de Cryptor, et l'attaque qui en résulte contre son général permet à Nya de partir. Les ninjas et .P.I.X.A.L. arrivent enfin, et Wu et Garmadon ferment les portes, qui activent leurs boucliers.
Là, Cyrus leur donne l'arme ultime : une pilule. Jay est fâché que tout ce qu'ils en voyant ça. Borg explique alors que ce n'était pas une pilule ordinaire car elle a la particularité de faire rétrécir n'importe qui du moment qu’il l’avale. Garmadon se rend compte que lorsque lui et Wu étaient encore jeunes, ils jouaient à un jeu de tennis où Wu avait la particularité de frapper les objets très loin, et ils ne perdraient jamais. En utilisant cette pensée, il forme une idée : lui-même et Wu frapperaient la pilule directement dans la bouche d'Overlord. Le bouclier commence à se briser ; Nya vient détruire quelques Nindroïdes et réussit à gagner du temps pour le ninja. Borg donne aux ninjas armure qui appartenait autrefois aux Guerriers de Pierre afin de les protèger de certaines attaques dorées d'Overlord.
Les ninjas vont dans la ville de Ninjago, où ils parviennent à atteindre le Maître d'or, qui a créé une énorme toile d'araignée autour de la tour Borg en utilisant le pouvoir d’or. Wu frappe la pilule, qui se dirige directement vers la bouche d’Overlord, mais Pythor se sacrifie et avale la pilule à la place. En conséquence, Pythor se retrouve réduit à la taille d'un ver avant d'être immédiatement chassé par le faucon. Le Maître d'or est indigné que le ninja ait essayé de le réduire. Il réussit à piéger les ninjas et leurs senseis avec sa toile dorée mais il rate Zane. Le Ninja de glace dit à ses amis de le soutenir une dernière fois, et le ninja le fait rebondir. Bien que, pendant le processus, il atterrisse et touche l’armure du Maître d'or et commence à surcharger de son pouvoir. Il refuse de lâcher prise, parce que le ninja n’abandonne jamais, ce qui libère ses amis. Alors qu'il atteint sa capacité maximale, il se souvient avec gratitude de son passé et gèle Overlord avant de le détruire mais il perd la vie au passage. Au même moment, le général Cryptor et Min-droïdes fut détruit par la glace répandue par Zane. Les ninjas ont le cœur brisé que Zane soit décédé, et procèdent à ses funérailles le lendemain.
Borg prononce un discours sur la façon dont il pensait que la technologie était le meilleur moyen de détruire les problèmes, mais qu'il en causait davantage. Il annonce que la ville sera reconstruite en retirant la technologie qui a été installée, puis il inaugure une statue en titane de Zane, en le nommant maintenant le Ninja de titane. Il a ensuite passé la parole à Kai. Le Ninja rouge affirme que personne ne savait comment était alimenté Zane, et il pense que c'était la fraternité parce que c'est ainsi que Zane l'a alimenté. Quand il a terminé le discours, la neige a commencé à tomber.